# مسعود انصاری خوشابر
مسعود انصاری خوشابر (متولد ۱۳۴۵) حقوق‌دان و قرآن‌پژوه و مترجم ایرانی است.

## زندگی
در سال ۱۳۴۵ در رضوانشهر متولد شد. تحصیلات ابتدایی و متوسطه را در همین شهر به پایان رساند و تحصیلات حوزوی خود را تا خارج فقه و اصول ادامه داد. در سال ۱۳۷۲ لیسانس حقوق را از دانشگاه شهید بهشتی گرفت.

## جوایز
او برای ترجمه کتاب بررسی تاریخی قصص قرآن برگزیدهٔ بیست و سومین دورهٔ کتاب سال ایران شد. او برای مشارکت در نگارش دانشنامه حقوق خصوصی هم برندهٔ کتاب سال شد.

## آثار
- بررسی تاریخی قصص قرآن
- دانشنامه حقوق خصوصی
- تفسیر کشاف زمخشری (ترجمه)، نشر ققنوس
- ترجمه سیره ابن هشام (نشر مولی)
- ترجمه حکمة الاشراق سهروردی (انتشارات مولی)
- ترجمه شرح قطب الدین محمود شیرازی بر حکمة الاشراق سهروردی (انتشارات مولی)
- ترجمه شرح شمس الدین محمد شهرزوری بر حکمة الاشراق سهروردی (انتشارات مولی)
- ترجمه تعلیقات صدرالدین محمد شیرازی بر شرح حکمه الاشراق سهروردی (انتشارات مولی)
- ترجمه دانشنامه ی جامعه شناسی (3جلدی) از محمد اسعد نظامی تالش (نشر جامی)
- ترجمه قرآن[۵]
- ترجمه خاتم النبیین
- پیام پیامبر (با همکاری بهاءالدین خرمشاهی)
- ترجمه مجموعه آثار خلیل جبران
- نوگرایی دینی و مدرنیزم غربی
- حسن یوسف
- واقعه کربلا
- سر عیان در شگفتی‌های قرآن